# چراغ مرداب سفید
چراغ مرداب سفید (نام علمی: Lysichiton camtschatcensis) نام یک گونه از سرده چراغ مرداب است.